# Promenade Fleuve-Montagne
La Promenade Fleuve-Montagne est un parcours piétonnier et sentier d'interprétation de 3,8 km reliant le fleuve Saint-Laurent et le mont Royal à Montréal, Québec (Canada). Il est dévoilé le 17 juillet 2017 comme projet phare du 375e anniversaire de Montréal.

## Route
À partir du fleuve Saint-Laurent, la promenade suit la rue McGill depuis la place d'Youville, dans le Vieux-Port de Montréal, puis la côte du Beaver Hall et le square Phillips jusqu'à la rue Sainte-Catherine, et enfin l'avenue McGill College et la rue McTavish jusqu'à l'entrée du parc du Mont-Royal sur l'avenue des Pins, au coin de la rue Peel.
Les améliorations le long du parcours comprennent signalisation et des installations temporaires, dont Sentier de résilience, trois œuvres d'art public d'artistes autochtones. Les changements permanents les plus visibles sont dans la partie nord, où la partie inférieure de la rue McTavish est piétonne et l'entrée du parc du Mont-Royal réaménagée.
Le coût total est 56,6 million $, plus élevé que prévu, en partie parce que la ville a décidé de remplacer les conduites d'eau sur la rue Sherbrooke et la rue McTavish pour éviter d'avoir à refaire les routes plus tard.

## Réception
Le résultat final est critiqué pour son manque d'audace et de vision par de nombreuses personnalités, dont Valérie Plante, alors cheffe de l'opposition, le chroniqueur en design urbain Marc-André Carignan et l'architecte paysagiste et professeur à l'Université de Montréal Philippe Poullaouec-Gonidec,.
D'autre part, les organismes Culture Montréal, Héritage Montréal et Les amis de la montagne annoncent conjointement leur appui dans une lettre ouverte publiée dans Le Devoir.